# Ich hasse Kinder
Ich hasse Kinder (с нем. — «Я ненавижу детей») — сингл немецкого певца Тилля Линдеманна, выпущенный 1 июня 2021 года на лейбле Vertigo Berlin.

## Музыкальное видео
Музыкальное видео было выпущено на YouTube-канале Тилля Линдеманна 1 июня 2021 года, в День защиты детей. Режиссёром выступил Сергей Грей. В главных ролях Александр Ревва и Аглая Тарасова. Действия клипа разворачиваются в 1989 году в советской Москве. Видео снято в стиле позднего СССР и содержит многочисленные сцены насилия.

### Критика
Лидер партии Коммунисты России Максим Сурайкин в интервью «Газете.ru» заявил, что клип задел членов партии.

## Список композиций
| №                   | Название                                | Длительность |
| ------------------- | --------------------------------------- | ------------ |
| 1.                  | «Ich Hasse Kinder»                      | 3:52         |
| 2.                  | «Ich Hasse Kinder» (AlterBoyz Remix)    | 3:25         |
| 3.                  | «Ich Hasse Kinder» (Ship Her Son Remix) | 3:56         |
| Общая длительность: | Общая длительность:                     | 11:13        |

| №                   | Название                             | Длительность |
| ------------------- | ------------------------------------ | ------------ |
| 1.                  | «Ich Hasse Kinder»                   | 3:52         |
| 2.                  | «Ich Hasse Kinder» (Alterboyz Remix) | 3:25         |
| Общая длительность: | Общая длительность:                  | 7:17         |

## Участники записи
Информация взята из Tidal.
- Тилль Линдеманн — вокалист, продюсер, автор текста
- Скай ван Хофф[нем.] — продюсер, композитор, сведение, программирование
- Йенс Дрисен — ударные
- Сванте Форсбек — мастеринг
- AlterBoyz — ремикс, продюсер (трек 2)
- Ship Her Son — ремикс (трек 3)

## Чарты
| Чарт (2021) | Высшая позиция |
| ----------- | -------------- |
| Германия    | 12             |